# 舍季拉虎耳草
舍季拉虎耳草（学名：Saxifraga sheqilaensis）为虎耳草科虎耳草属下的一个种。

## 扩展阅读
- 維基物種上的相關：舍季拉虎耳草